# Etere dietilico
L'etere dietilico, altrimenti noto come etere etilico, dietiletere o etossietano è un composto chimico di formula (C2H5)2O, spesso abbreviata Et2O, che in condizioni standard si presenta come un liquido incolore, molto mobile, dall'odore caratteristico, detto etereo per antonomasia.

## Storia
L'alchimista Raimondo Lullo viene solitamente citato come scopritore di questo composto nel 1275, sebbene non ci siano indizi dell'epoca che possano confermare questa attribuzione.
La prima sintesi del composto ebbe luogo nel 1540 a opera di Valerio Cordo, un botanico prussiano, che chiamò la sostanza «olio dolce di vetriolo» (oleum dulci vitrioli) poiché essa era stata originariamente ottenuta tramite distillazione di una miscela di etanolo e acido solforico, all'epoca noto come vetriolo.
Non è raro sentirlo chiamare «etere solforico». Lo stesso Valerius Cordus individuò alcune delle proprietà medicinali dell'etere dietilico, ma fu Paracelso a scoprirne, nello stesso periodo, il potere analgesico. Il nome di «etere» venne in seguito attribuito alla sostanza nel 1730 da parte di August Siegmund Frobenius.
Prima del suo utilizzo come anestetico, era utilizzato come trattamento per diversi problemi medici, inclusi lo scorbuto e l'infiammazione polmonare. Venne estensivamente utilizzato, insieme al cloroformio, dai medici militari durante la guerra messico-statunitense (1846-1848).

## Caratteristiche strutturali e fisiche
Si tratta del più comune degli eteri alifatici in cui l'ossigeno è legato a due gruppi etilici. Nella molecola sono presenti un accettore di legami a idrogeno e 2 legami ruotabili. La massa monoisotopica è pari a 74,073164938 Da, mentre la superficie polare del composto si attesta pari a 9.2 Å².
Ciascun legame C-O è polare e i legami sono approssimativamente ad un angolo tetraedrico. Il composto presenta le seguenti caratteristiche fisiche:
- pressione di vapore (20°C) = 58.6 kPa
- densità relativa del vapore = 2.6
- densità relativa della miscela vapore/aria (20°C) = 1.9
- viscosità (20°C) = 0,2448 centipoise[6]
- potere calorifico = - 8.807 kcal/g
- calore latente (30°C) = 89,80 cal/g
- costante della legge di Henry (25°C) = 1.23X10-3 atm-cu m/mol[15]
- tensione superficiale (20°C) = 17,06 dynes/cm[6]
- energia di ionizzazione = 9.53 eV[16]
- costante dielettrica (26,9°C e 85,8 chilocicli) = 4,197[6]
- conduttività elettrica (25°C) = 4 x 10-13 ohm
- limiti di eplosività (vol% in aria) = 1.7 - 48

Il composto è solubile nella maggior parte dei solventi organici, alcoli alifatici a catena corta, benzene, cloroformio, etere di petrolio, solventi grassi, un gran numero di oli, soluzioni concentrate di acido cloridrico, petrolio, acetone e molto solubile in etanolo.
È scarsamente solubile in acqua e praticamente insolubile in formammide, glicol e glicerina. Il composto risulta inoltre meno denso dell'acqua e dunque galleggia.

### Sicurezza e stabilità
L'etere dietilico si ossida lentamente a contatto con l'aria, l'umidità e la luce, formando perossidi. I perossidi si possono inoltre formare nei contenitori di etere dietilico che sono stati aperti e conservati per più di 6 mesi. Tali composti possono detonare per frizione, urto o riscaldamento. I perossidi possono essere rimossi attraverso agitazione con una soluzione acquosa al 5% di solfato di ferro.
Se viene riscaldato si decompone emettendo un fumo acre e irritante. Il composto è igroscopico.
L'etere dietilico è estremamente infiammabile. I vapori di questa sostanza sono più densi dell'aria e tendono ad accumularsi se il locale non è adeguatamente aerato: anche una semplice scarica elettrostatica può incendiare i vapori di etere. Tali vapori inoltre prendono fuoco in maniera esplosiva, pertanto l'uso dell'etere dietilico dovrebbe avvenire preferibilmente solo sotto una cappa aspirante.

## Abbondanza e disponibilità
Il composto è stato ritrovato nella B. alba e nell'F. sellowiana.

## Sintesi
Esistono diversi metodi per preparare l'etere dietilico, ma il metodo Barbet è quello su cui tutti si basano. Tale processo si basa sull'azione dell'acido solforico sull'alcool in uno speciale contenitore in acciaio rivestito di piombo. La maggior parte dell'etere dietilico utilizzato oggi nell'industria viene prodotto assorbendo etilene, ottenuto dagli idrocarburi petroliferi, in acido solforico concentrato ad alta pressione e in condizioni controllate, per ottenere un misto di idrogenosolfato di etile e solfato dietilico.
Tuttavia, lo svantaggio di questo processo è che è costoso, corrosivo e la separazione del catalizzatore e dei prodotti alla fine della reazione risulta ancora difficile, poiché il catalizzatore omogeneo e il prodotto liquido si mescolano insieme. Un catalizzatore acido solido è un catalizzatore eterogeneo e si è già riportato che può risolvere questo problema nella disidratazione dell'etanolo.
L'etere dietilico può essere prodotto anche facendo passare vapori di alcol su diversi catalizzatori solidi disidratanti, come la caolinite, l'argilla attivata e l'allume di potassio. I rendimenti ottenuti sono rispettivamente del 60,2%, 60,2% e 75%.

## Reattività e caratteristiche chimiche
L'etere dietilico resiste bene agli agenti riducenti anche forti e discretamente agli ossidanti. Viene impiegato nell'estrazione di CrO5 nel saggio di Barresville per il riconoscimento di cromati e bicromati con H2O2 in ambiente acquoso acido, poiché sopporta l'azione ossidante del cromo esavalente, almeno a breve termine. Viene normalmente impiegato come solvente per la preparazione dei reattivi di Grignard.

### Reazioni con ossido di azoto
Piccole quantità di ossido di azoto riducono la velocità di decomposizione termica dell'etere dietilico a 525 °C in tre modi diversi: "reazione indotta", "reazione massimamente inibita" e la "reazione non inibita". In tutte e tre le reazioni, i prodotti principali sono gli stessi, con differenze secondarie: piccole quantità di cianuri e altri composti.
Nella reazione indotta si decompongono 1,4 molecole di etere per ogni molecola di ossido di azoto consumata, mentre nella reazione massimamente inibita il rapporto, che dipende dalla pressione dell'etere, è molto maggiore. La velocità della reazione massimamente inibita è indipendente dalla concentrazione di ossido di azoto o di propilene, ed è la stessa per i due inibitori.
La costante di velocità di primo ordine varia con la pressione iniziale dell'etere secondo l'equazione:
kinib = (A [etere])/(1 + B [etere]) + C [etere]
La costante di velocità della reazione non inibita varia con la pressione dell'etere secondo un'espressione che, sebbene probabilmente di una forma algebrica diversa, è empiricamente simile su un ampio intervallo. 
La reazione indotta dall'ossido di azoto è quasi di primo ordine sia rispetto alla pressione dell'etere che alla pressione dell'ossido di azoto. Si dimostra che la reazione massimamente inibita è probabilmente una decomposizione molecolare dell'etere. La reazione non inibita è prevalentemente una reazione a catena. La reazione indotta dall'ossido di azoto è in gran parte innescata dalla generazione di radicali dall'attacco dell'ossido di azoto sull'etere. È forse anche in parte una decomposizione molecolare dell'etere causata da collisione con ossido di azoto.

### Fotoionizzazione
In un ampio intervallo energetico di 5 eV, gli ioni Et₂O⁺ decadono tramite due canali paralleli e tre canali sequenziali di fotoionizzazione dissociativa, che possono essere ben modellati utilizzando la statistica. Le energie di apparizione a 0 K degli ioni frammento CH₃CHOCH₂CH₃⁺ (perdita di idrogeno, m/z = 73) e CH₃CH₂O═CH₂⁺ (perdita di metile, m/z = 59) sono 10,419 ± 0,015 e 10,484 ± 0,008 eV, rispettivamente.
La riapparizione dell'ione per la perdita di idrogeno sopra 11 eV è attribuita a un cambio di stato di transizione (TS), in cui il secondo stato di transizione esterno è determinante per la velocità a energie interne elevate. A 11,81 ± 0,05 eV, appare un frammento secondario dell'ione CH₃CHOCH₂CH₃⁺ (m/z = 73), l'acetaldeide protonata, CH₃CH═OH⁺ (m/z = 45).
Vi sono anche altri due processi di dissociazione sequenziale, ovvero la perdita di etilene e formaldeide dall'ione figlio a perdita di metile. Le energie di apparizione a 0 K di 11,85 ± 0,07 e 12,20 ± 0,08 eV, rispettivamente, indicano l'assenza di barriera inversa in questi processi. Il modello statistico della fotoionizzazione dissociativa può anche essere utilizzato per prevedere le abbondanze frazionarie degli ioni nella fotoionizzazione a soglia a temperature elevate.

### Spettri analitici
Del composto sono disponibili i seguenti spettri analitici:
- spettro 1D NMR[39]
- spettro 1H NMR[40]
- spettro 13C NMR[41]
- spettro 17O NMR[42]
- spettro GC-MS[43]
- spettro UV[17]
- spettro IR[15]
- spettro FTIR[44]
- spettro ATR-IR[45]
- spettro nel vicino infrarosso[46]
- spettro IR in fase di vapore[47]
- spettro Raman[15]

| Standard apolare      | 495, 496, 485, 503.3, 500, 484, 501.5, 499, 485, 485, 499, 515, 470, 477, 504, 515, 501.4                                      |
| Semi-standard apolare | 478, 486, 471, 473, 476, 470.7, 482.6, 476, 474, 480, 476, 484, 509, 510, 508, 504, 504, 485, 503.9, 509.1, 504, 493, 494, 464 |
| Standard polare       | 596, 576, 630, 567, 567, 570, 570, 577, 577, 606, 608, 618, 619, 590, 613.3, 608.1, 633.3, 616, 640, 650                       |

### Sensori
Nel 2021 è stato pubblicato un articolo dove venne presentato un sensore per l'etere dietilico basato sulla catodoluminesenza su nano-Pd/ZnNi3Al2O7 a temperature inferiori a 150 °C.

## Farmacologia e tossicologia

### Farmacocinetica

#### Metabolismo
Il dietil etere viene metabolizzato dal citocromo P450. L'etere dietilico inibisce l'alcool deidrogenasi e rallenta il metabolismo dell'etanolo. Inibisce anche il metabolismo di altri farmaci che sfruttano il metabolismo ossidativo.

### Tossicologia
La sostanza può essere assorbita dall'organismo per inalazione dei suoi vapori e per ingestione. La sostanza è blandamente irritante per gli occhi e il tratto respiratorio. Se viene ingerito questo liquido, l'aspirazione nei polmoni può portare a polmonite chimica. La sostanza può provocare effetti sul sistema nervoso centrale. Ciò può provocare narcosi e dipendenza. La sostanza sgrassa la cute,che può provocare secchezza e screpolature. Il composto è inoltre classificato come un potenziale interferente endocrino.
I limiti di esposizione professionale internazionali sono stabiliti pari a:
- TLV: 400 ppm come TWA; 500 ppm come STEL
- EU-OEL: 308 mg/m3, 100 ppm come TWA; 616 mg/m3, 200 ppm come STEL

Il consumo contingente di alcool aumenta gli effetti del composto.

## Applicazioni
L'etere dietilico, oltre ad essere un importante solvente di uso generale in chimica organica,  trova anche impiego nella produzione di materie plastiche come l'acetato di cellulosa. In passato è stato sfruttato per le sue capacità anestetiche. A causa del suo elevato numero di cetano che è la cifra di merito per i carburanti di motori Diesel, come il numero di ottano lo è per quelli a benzina, l'etere dietilico viene impiegato anche come fluido di avvio nei motori Diesel a gasolio (in bombolette spray da spruzzare nel condotto di aspirazione prima dell'avvio) per i climi freddi.

### Carburante
Dato il suo elevato numero di cetano, pari a 85 - 96, è usato anche come carburante, in combinazione con distillati del petrolio, nei motori a benzina e diesel. Il fluido di avviamento contenente l'etere viene venduto e utilizzato in paesi con climi freddi, per aiutare l'avviamento del motore a freddo a temperature inferiori allo zero. Per lo stesso motivo viene utilizzato come componente di miscele di carburante in motori con accensione a compressione, insieme all'etanolo, allo scopo di migliorare efficienza del motore e la qualità degli scarichi. Viene inoltre utilizzato come biocarburante.

### Laboratorio
Il dietil etere è un solvente aprotico.  Questo, unito alla sua elevata volatilità, lo rende ideale per l'uso come solvente poco polare nell'estrazione liquido-liquido. È un solvente comune per le reazioni che coinvolgono i reattivi di Grignard, nonché per quelle che coinvolgono reagenti organometallici (es. il butillitio). Come tanti altri solventi, l'etere dietilico viene anche usato nella produzione di sostanze illecite.

### Anestesia
Il primo utilizzo viene normalmente associato con l'Etherdome di Boston nel Massachusetts. Il medico di origine americana Crawford Williamson Long fu il primo chirurgo a utilizzare l'etere dietilico per un'anestesia generale il 30 marzo 1842, senza però pubblicare i risultati dei suoi studi. L'uso dell'etere dietilico come anestetico divenne noto con l'anestesia compiuta da William Green Morton per un'operazione eseguita da John Collins Warren il 16 ottobre 1846. I medici britannici erano a conoscenza delle proprietà anestetiche dell'etere già nel 1840, dove era ampiamente prescritto in combinazione con l'oppio.
A partire dal 1900 l'etere sostituì completamente il cloroformio nelle anestesie per via del suo indice terapeutico più favorevole. Attualmente l'etere dietilico non viene più utilizzato come anestetico poiché sono state scoperte sostanze alternative maggiormente sicure, che, al contrario dell'etere, non sono infiammabili e non presentano effetti irritanti sui pazienti.

### Uso ricreativo

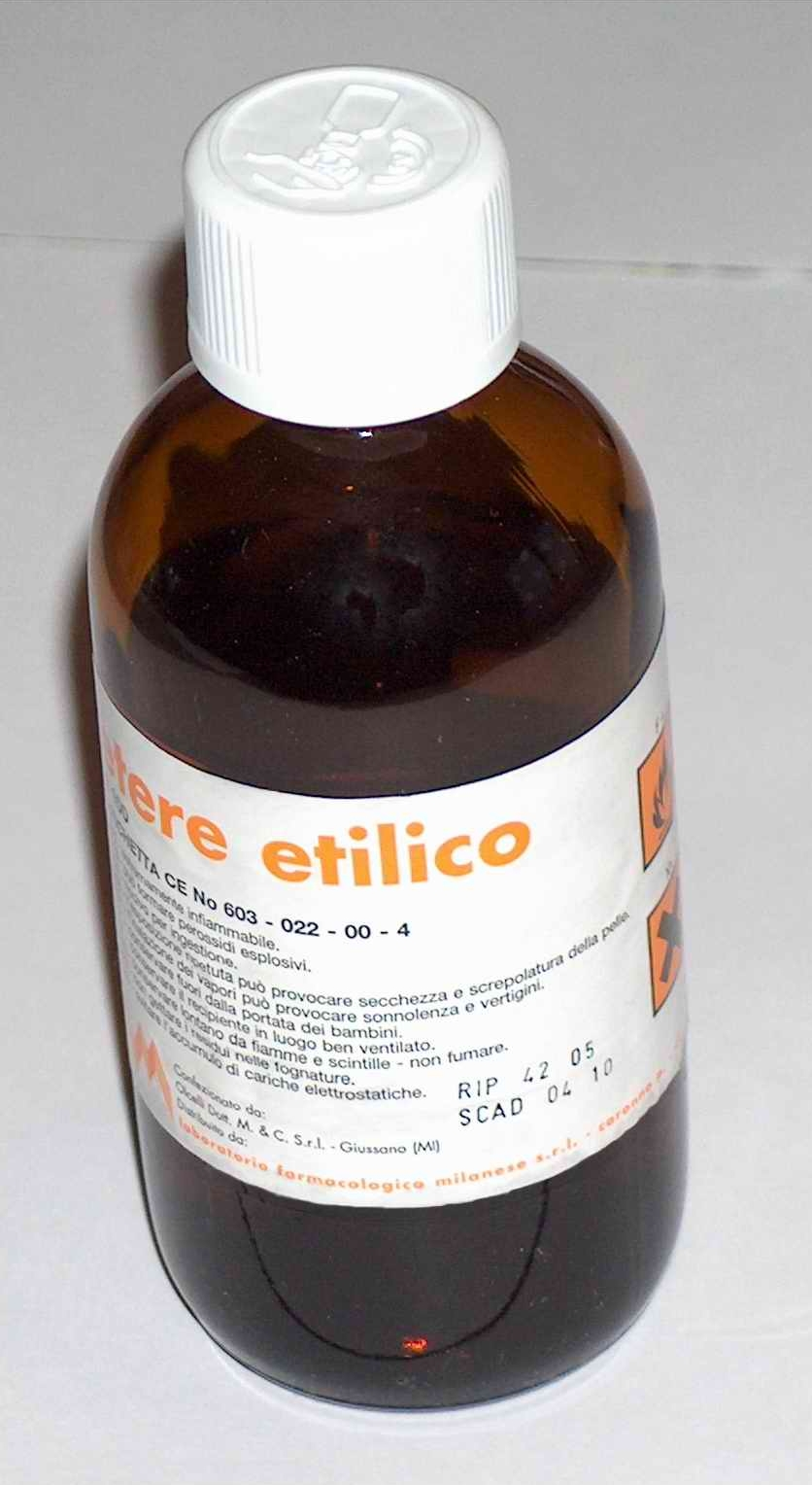
Una bottiglia di etere dietilico

Per i primi 30 anni dopo la scoperta del composto esso venne usato solo per uso ricreativo tra la popolazione britannica povera che l'assumeva in mancanza di alcool. Gli studenti americani adottarono una variante di questa pratica all'inizio del 1800 mettendosi fazzoletti imbevuti del composto davanti alla bocca finché non perdevano conoscenza.
L'etere dietilico è incluso nella lista delle sostanze utilizzabili come precursori per la sintesi di droghe da parte della Convenzione delle Nazioni Unite Contro il Traffico Illecito di Narcotici e Sostanze Psicotrope (ing. United Nations Convention Against Illicit Traffic in Narcotic Drugs and Psychotropic Substances).
Lo scrittore Hunter Stockton Thompson descrisse con ironia gli effetti dell'abuso di etere nel suo romanzo Paura e disgusto a Las Vegas. Nel libro, i bizzarri protagonisti sostengono che l'etere «ti fa comportare come l'ubriacone del villaggio di un romanzo irlandese: perdita totale di ogni elementare capacità motoria, vista offuscata, niente equilibrio, lingua intorpidita. La mente si rifugia nell'orrore incapace di comunicare con la colonna vertebrale, il che è interessante perché ti permette di osservarti mentre ti comporti in quel modo spaventoso ma non puoi farci niente».

## Normativa di riferimento
- D.Lgs.2 Febbraio 2002, N° 25